# Синева (фильм)
«Синева» (англ. Blue, яп. ブルー) — японская мелодрама 2001 года режиссёра Хироси Андо. Основана на одноимённой манге Кирико Нананан «Blue».

## Сюжет
Каяко учится в школе на берегу океана. В классе появляется Масами, которая пропадала где-то весь прошлый год. Масами всегда одна, ни с кем не общается. Каяко видит это. В один из дней она приглашает Масами вместе пообедать на крышу школы во время перемены. Став подругами, девушки общаются всё больше и больше. Каяко влюбляется в Масами и однажды, на берегу океана, признаётся подруге в своих чувствах. Масами откликается, но когда наступают каникулы, неожиданно уезжает в Токио. Каяко узнаёт, что она уехала к своему другу, из-за которого раньше ей пришлось сделать аборт. По возвращении Масами обманывает Каяко, говорит, что ездила с друзьями в поездку. Предательство любимой поражает Каяко. Она разрывает с ней отношения. Но Масами удаётся возвратить их чувства друг к другу.

## В ролях
| В ролях        |  | Персонаж       |
| -------------- |  | -------------- |
| Микако Итикава |  | Каяко Кирисима |
| Манами Кониси  |  | Масами Эндо    |
| Асами Имадзюку |  | Миэко Накано   |
| Дзюн Мураками  |  | парень         |
| Сосукэ Такаока |  | Манабу         |

## Награды
Фильм получил следующие награды:
| Награды                  | Награды | Награды                   | Награды        | Награды        |
| ------------------------ | ------- | ------------------------- | -------------- | -------------- |
| Фестиваль / Премия       | Год     | Награда                   | Категория      | Победитель     |
| Московский кинофестиваль | 2002    | Серебряный Святой Георгий | Лучшая актриса | Микако Итикава |